# مالك (مغني)
مالك بلعربي (بالفرنسية: Malek)‏، يعرف باسم مالك؛ (من مواليد 21 يوليو 1959م في مدينة آكس أون بروفانس جنوب فرنسا)، مغني، وكاتب أغاني، وملحن فرنسي، من أصول مغربية، تميز بثقافته «المزدوجة بين الفرنسية والمغربية»، والتي طبعت نمطه الغنائي الممزوج باللغتين الفرنسية والعربية (بالهجة المغربية).
خلال مسيرته الفنية التي استمرت 30 عاما، قدم مالك عشرات ألبومات، حقق من خلالها نجاحاً متبايناً إبان فترة الثمانينيات كان أولها ألبوم "La Mal Vie" عام 1980، ليؤسس سنة 1990 شركة تسجيلات مايا للإنتاج بشراكة مع مجموعة من أصدقاءه.
سنة 2005 انضم مالك إلى لجنة تحكيم برنامج ستوديو دوزيم لاكتشاف المواهب الشابة الغنائية على القناة الثانية المغربية.

## طفولته
ولد مالك بلعربي لأب مغربي من مدينة وجدة كان يشغل وظيفة موظف بالتعليم الوطني، وأم فرنسية هي "ماري لويس بلعربي" معلمة، استقر الزوجان بحكم عملهما في الرباط، ثم انتقل إلى مدينة المحمدية حيث قضى المغني طفولته،
في منتصف الستينيات استقروا في مدينة الدار البيضاء، هناك في المدرسة الثانوية اكتشف مالك الشعر، وأخذ يتعلم القيثارة وحده خلال فترة المراهقة، وذلك بعد حصوله على البكالوريا في عام 1978م، سافر إلى مدينة مونبلييه الفرنسية لمتابعة دراسته، وهناك شكل أول مجموعة غنائية له ضمت ثلاثة لاعبي قيثارة متخصصين في الصوتيات، بالإضافة إليه أيضا كمغني.

## مشواره الفني
أنتج مالك حوالي عشرة ألبومات خلال مسيرته التي استمرت 30 عامًا، تم نشر أول ألبوم له "La Mal vie" خلال الثمانينيات، ولقبه الشهير Dounia أو «أنا أغني»، والذي سجله مع الإخوان بوشناق.
كان عضوًا لعدة سنوات في لجنة تحكيم ستوديو دوزيم Studio 2M ، وهو برنامج مخصص لاكتشاف المواهب الشابة،

## النمط الموسيقي والتأثيرات
تأثر الفنان بالموسيقى المغربية والعربية، وموسيقى البوب روك في السبعينيات، بالإضافة إلى تأثره بمؤلفي الأغاني الناطقين بالفرنسية مثل: جاك بريل، جورج براسانس أو باربرا.
يغني مالك بالفرنسية بشكل رئيسي، ولكن أيضًا بـالدارجة، يدعي الفنان وجود «ثقافته المزدوجة» الفرنسية المغربية.

## أعماله

### الألبومات
- | 1981 : La Mal-Vie ليالي تفوت M Entendras Tu La Mal Vie Je Viens Taimer Le Gai-Leurre A Trop Vouloir De Flamme Vavin Les Mamies Caracas Terminus Ghaza Ce Soir Chanteur |
- | 1990 : Malek 90 Leila Cry Baby Douce Le Sais Tu Les Chenes Et Les Roseaux Lamour Chien Lhmiima Je Chante مع المغني المغربي حميد بوشناق . Je Taime Elle Partira Ce Soir J'attends Malgre Baton Rouge Je Reve Dun Bresil |
- | 1992 : Instrumental La Mal Vie Ghaza Douce Je taime Caracas ليالي تفوت Dounia |
- | 1994 : Ana Ma'ak Madame De Casa Camille أنامعاك La Deracine Vivre بقاي معايا Delivre Moi Blues Baroud |
- | 1997 : أسرار [ 2 ] [ 3 ] ما بقى لينا أمل مع المغني المغربي حميد بوشناق . Suzanne L'Hotel Galop Secret Tu Me Manques Je voulais Te Dire Tu Es Bloque Ptite Orchidee Nadia Tango Des Mous |
- | 2000 : A Tanger هاد الصغير مع المغنية سعيدة فكري . Dis Moi A Tanger Petit Bonhomme Tu Ne Maimes Plus Sorciere Reve De Sud Baraa مع المغنية سعيدة فكري . [ 4 ] La Valse Des Radins Y A Des Femmes Retrouver La Paix |
- | 2004 : Et demain m'attendra ليلي طويل Les Marchands De Hasard Moi J'attendrai Celle Qui Passe Parait Tu Viens D Ailleurs Je Pense A Toi Ils Ont Du Ou Tu Voudras لحميمة |
- | 2008 : لحساد (ألبوم) Je Menvole Etait Ce Ici Moi J'attendrai Celle Qui Passe Izdar مع المغني عموري مبارك Rue Du Chahid Constantine هي مشات مع المغني سعيد مسكير Ballade A Toi Il N y'a Pas D'amour Heureux Plus Que Toi مع المغنية نبيلة معن Elle Est Mon Sud Rue Du Chahid مع المغنية الفرنسية كريستي كارو |

### الأغاني المنفردة
- 2013 : "Un Pays Ou" مع المغنية صابرين الكولالي

### كليبات
- «ما بقى لينا أمل» مع المغني المغربي حميد بوشناق.

### دويتوهات
- «ما بقى لينا أمل» مع المغني حميد بوشناق.
- "Un Pays Ou" مع المغنية صابرين الكولالي
- Je Chante مع المغني حميد بوشناق.
- هاد الصغير مع المغنية سعيدة فكري.
- Ghaza مع المغني سعيد مسكير
- Baraa مع المغنية سعيدة فكري، سناء القدميري، سعيد مسكر
- Izdar مع المغني عموري مبارك
- هي مشات مع المغني سعيد مسكير
- Plus Que Toi مع المغنية نبيلة معن
- Rue Du Chahid مع المغنية الفرنسية كريستي كارو

## وصلات خارجية
- الموقع الرسمي